# Гончарова Марина Сергіївна
Мари́на Сергі́ївна Гончаро́ва (біл. Марына Ганчарова; 27 лютого 1990, Мінськ, Білоруська РСР) — білоруська гімнастка, олімпійська медалістка. Заслужений майстер спорту Республіки Білорусь з художньої гімнастики.

## Виступи на Олімпіадах
| Олімпіада   | Дисципліна     | Місце  |
| ----------- | -------------- | ------ |
| Лондон 2012 | групові вправи | Срібло |